# Instituto Nacional de Evaluación Educativa (Uruguay)
El Instituto Nacional de Evaluación Educativa es una institución pública, no estatal vinculada al Poder Ejecutivo a través del Ministerio de Educación y Cultura de Uruguay. Es el encargado de evaluar la calidad de la educación uruguaya a través de estudios específicos y el desarrollo de líneas de investigación educativas.

## Historia
El Instituto Nacional de Evaluación Educativa (INEEd) surge como tal en el marco de lo establecido por la Ley General de Educación n.º 18.437 del 12 de diciembre de 2008. 
La primera Comisión Directiva fue integrada por seis miembros de acuerdo a la normativa mencionada los cuales fueron presididos por Alex Mazzei. Además lo integró Beatriz Castillo (ambas por el Ministerio de Educación y Cultura) Andrés Peri y Marcelo Ubal (por la Administración Nacional de Educación Pública), Carmen Camaño (por la Udelar) y María Inés Vázquez (por la educación privada habilitada).

## Cometidos
Entre los cometidos de este Instituto es el de evaluar la calidad de la educación en el Uruguay a través del planteamiento de líneas de investigación orientadas hacia evaluar la calidad educativa en todos sus niveles, contribuir el derecho a la educación de los educandos, difundir el cumplimiento de metas, propósitos y objetivos de los diferentes organismos e instituciones educativos. También uno de sus cometidos es fomentar la producción de conocimientos respecto a los procesos de evaluación y del aprendizaje de los educandos. Además asesorar al Ministerio de Educación y Cultura y ANEP acerca de instancias internacionales de evaluación y proponer modalidades educativas en todos los niveles. El INEEd busca generar instancias de intercambios, debates y debates que sirvan de insumos para personas y organizaciones en el ámbito educativo.

## Líneas de acción
El trabajo llevado a cabo por el INEEd es organizado en nueve líneas de acción:
- Informe sobre el estado de la educación en Uruguay (IEEuy)
- Investigación y estudios educativos
- Evaluación de los aprendizajes de los estudiantes
- Evaluación de implementación e impacto de programas e innovaciones
- Estadísticas e indicadores educativos
- Mejora de los procesos de evaluación en el sistema educativo nacional
- Sistematización y gestión de conocimiento didáctico-práctico
- Comunicación y articulación
- Formación de recursos humanos en evaluación educativa

## Estructura administrativa
El INEEd se encuentra integrado por:
- Comisión Directiva
- Comisión Consultiva
- Área Técnica (Unidad de Estudios e Indicadores, Unidad de Evaluación de Aprendizajes y Programas y Unidad de Campo)
- Área Administrativa
- Unidad de Comunicación y Articulación
- Unidad de Servicios Informáticos
- Equipo de secretaría

## Autoridades
La Comisión Directiva está conformada por Javier Lasida (presidente), Guillermo Dutra y Pablo Caggiani.